# Miho Bošković
Miho Bošković, hrvaški vaterpolist, * 11. januar 1983, Dubrovnik, SR Hrvaška, SFRJ. 
Bil je del hrvaške reprezentance, ki je na poletnih olimpijskih igrah leta 2012, svetovnem prvenstvu v vaterpolu 2007 in evropskem prvenstvu leta 2010 zlato medaljo, na svetovnih prvenstvih 2009 in 2011 pa bronasto medaljo. 
Za hrvaško reprezentanco je odigral 108 tekem. Prvo tekmo je odigral v Montrealu na svetovnem prvenstvu leta 2005. Bošković trenutno igra za klub Vasas SC v madžarskem prvenstvu na položaju napadalca. 
Z Jugom je osvojil zmago v Evroligi LEN 2005–06, superpokal LEN ter še več državnih prvenstev in pokalov. LEN ga je leta 2007 in 2012 razglasil za najboljšega evropskega vaterpolista.
Dosegel je 369 golov in bil najboljši strelec v zgodovini starejše reprezentance Hrvaške.